# Turn the Page (Metallica)
Turn the Page è un singolo del gruppo musicale statunitense Metallica, pubblicato il 16 novembre 1998 come primo estratto dall'album di cover Garage Inc..

## Descrizione
Si tratta di una reinterpretazione dell'omonimo brano del cantautore Bob Seger inciso originariamente nel 1973. Il batterista Lars Ulrich ascoltò il brano originale mentre guidava lungo il Golden Gate Bridge e più tardi commentò che l'aveva immaginato con la voce di James Hetfield. La cover della band segue lo stesso tempo del brano originale, ma con un sentimento più pesante. La parte in sassofono viene sostituita da uno slide di chitarra di Kirk Hammett e James Hetfield esegue un assolo di chitarra prima dell'ultimo ritornello.

## Video musicale
Il video, diretto da Jonas Åkerlund e reso disponibile il 28 ottobre 1998, parla della vita di una spogliarellista, interpretata dalla pornostar Ginger Lynn, che si prostituisce per poter mantenere e crescere una figlia.

## Tracce
CD – parte 1 (Regno Unito)
1. Turn the Page – 6:06 (Bob Seger) – originariamente interpretata da Bob Seger
2. Bleeding Me (Live) – 8:31 (James Hetfield, Lars Ulrich, Kirk Hammett)
3. Stone Cold Crazy (Live) – 3:29 (Freddie Mercury, Brian May, Roger Taylor, John Deacon) – originariamente interpretata dai Queen
4. The Wait (Live) – 4:42 (Killing Joke) – originariamente interpretata dai Killing Joke

CD – parte 2 (Regno Unito)
1. Turn the Page – 6:06 (Bob Seger) – originariamente interpretata da Bob Seger
2. Damage, Inc. (Live) – 4:53 (James Hetfield, Lars Ulrich, Cliff Burton, Kirk Hammett)
3. Fuel (The Video) – 4:29 (James Hetfield, Lars Ulrich, Kirk Hammett)

CD (Giappone)
1. Turn the Page – 6:06 (Bob Seger) – originariamente interpretata da Bob Seger
2. Damage, Inc. (Live) – 4:53 (James Hetfield, Lars Ulrich, Cliff Burton, Kirk Hammett)
3. Bleeding Me (Live) – 8:31 (James Hetfield, Lars Ulrich, Kirk Hammett)
4. Stone Cold Crazy (Live) – 3:29 (Freddie Mercury, Brian May, Roger Taylor, John Deacon) – originariamente interpretata dai Queen
5. The Wait (Live) – 4:42 (Killing Joke) – originariamente interpretata dai Killing Joke

## Formazione
Hanno partecipato alle registrazioni, secondo le note di copertina di Garage Inc.:
Gruppo
- James Hetfield – voce, chitarra
- Lars Ulrich – batteria
- Kirk Hammett – chitarra
- Jason Newsted – basso

Produzione
- Bob Rock – produzione
- James Hetfield – produzione
- Lars Ulrich – produzione
- Randy Staub – ingegneria del suono, missaggio
- Brian Dobbs – ingegneria del suono aggiuntiva
- Kent Matcke – assistenza tecnica
- Leff Lefferts – assistenza tecnica
- Chris Manning – assistenza tecnica
- Paul DeCarli – montaggio digitale
- Mike Gillies – montaggio digitale
- Mike Fraser – missaggio
- George Marino – mastering

## Classifiche
| Classifica (1998)             | Posizione massima |
| ----------------------------- | ----------------- |
| Australia                     | 11                |
| Austria                       | 19                |
| Belgio (Fiandre)              | 33                |
| Canada                        | 83                |
| Finlandia                     | 7                 |
| Germania                      | 23                |
| Norvegia                      | 11                |
| Nuova Zelanda                 | 22                |
| Paesi Bassi                   | 42                |
| Stati Uniti                   | 102               |
| Stati Uniti (alternative)     | 39                |
| Stati Uniti (mainstream rock) | 1                 |
| Svezia                        | 13                |